# Pseudoplectania
Pseudoplectania is een geslacht van schimmels behorend tot de familie Sarcosomataceae. Het lectotype is Pseudoplectania nigrella.

## Soorten
Volgens Index Fungorum telt het geslacht elf soorten (peildatum maart 2023):
| Soortnaam                    | Auteur(s)                                             | Publicatiejaar |
| ---------------------------- | ----------------------------------------------------- | -------------- |
| Pseudoplectania affinis      | M. Carbone, Agnello & P. Alvarado                     | 2014           |
| Pseudoplectania carranzae    | (Calonge & M. Mata) M. Carbone, Agnello & P. Alvarado | 2013           |
| Pseudoplectania episphagnum  | (J. Favre) M. Carbone, Agnello & P. Alvarado          | 2014           |
| Pseudoplectania kumaonensis  | Sanwal                                                | 1953           |
| Pseudoplectania lignicola    | Glejdura, V. Kučera, Lizoň & Kunca                    | 2015           |
| Pseudoplectania melaena      | (Fr.) Sacc.                                           | 1889           |
| Pseudoplectania nigrella     | (Pers.) Fuckel                                        | 1870           |
| Pseudoplectania ryvardenii   | Iturr., Mardones & H. Urbina                          | 2012           |
| Pseudoplectania sinica       | Qiao Zhang & Jie Zhang                                | 2020           |
| Pseudoplectania sphagnophila | (Pers.) Kreisel                                       | 1962           |
| Pseudoplectania tasmanica    | M. Carbone, Agnello & P. Alvarado                     | 2014           |